# Nyonié
Nyonié est un village côtier du Gabon situé dans le département de Komo-Océan (province de l'Estuaire), à 70 km au sud de Libreville, entre la réserve de Wonga Wongué et le parc national de Pongara.

## Géographie

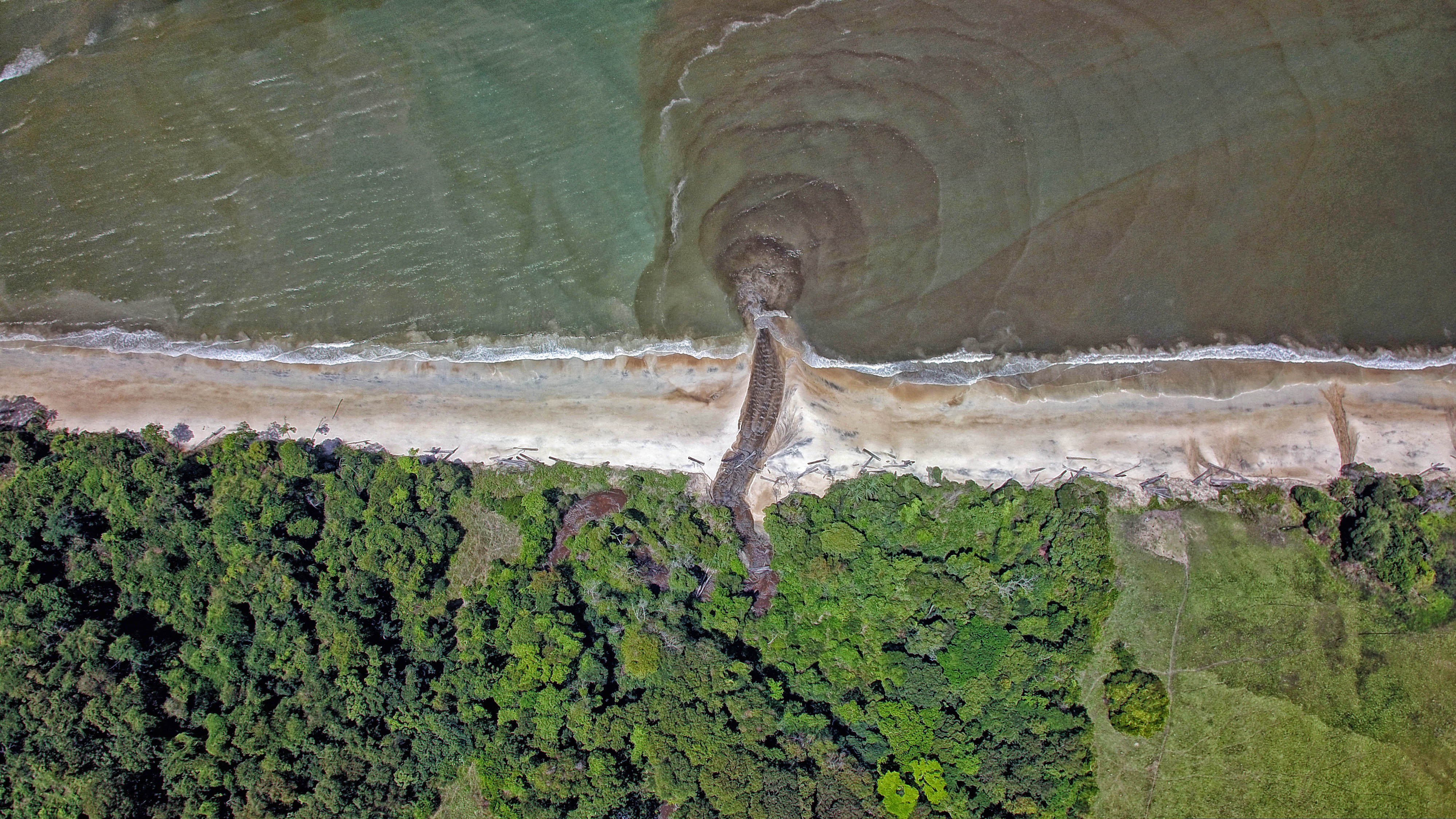
Rivière de Nyonié.

Nyonié doit son toponyme au petit cours d'eau du même nom qui se jette dans l'océan à cet endroit.

## Faune

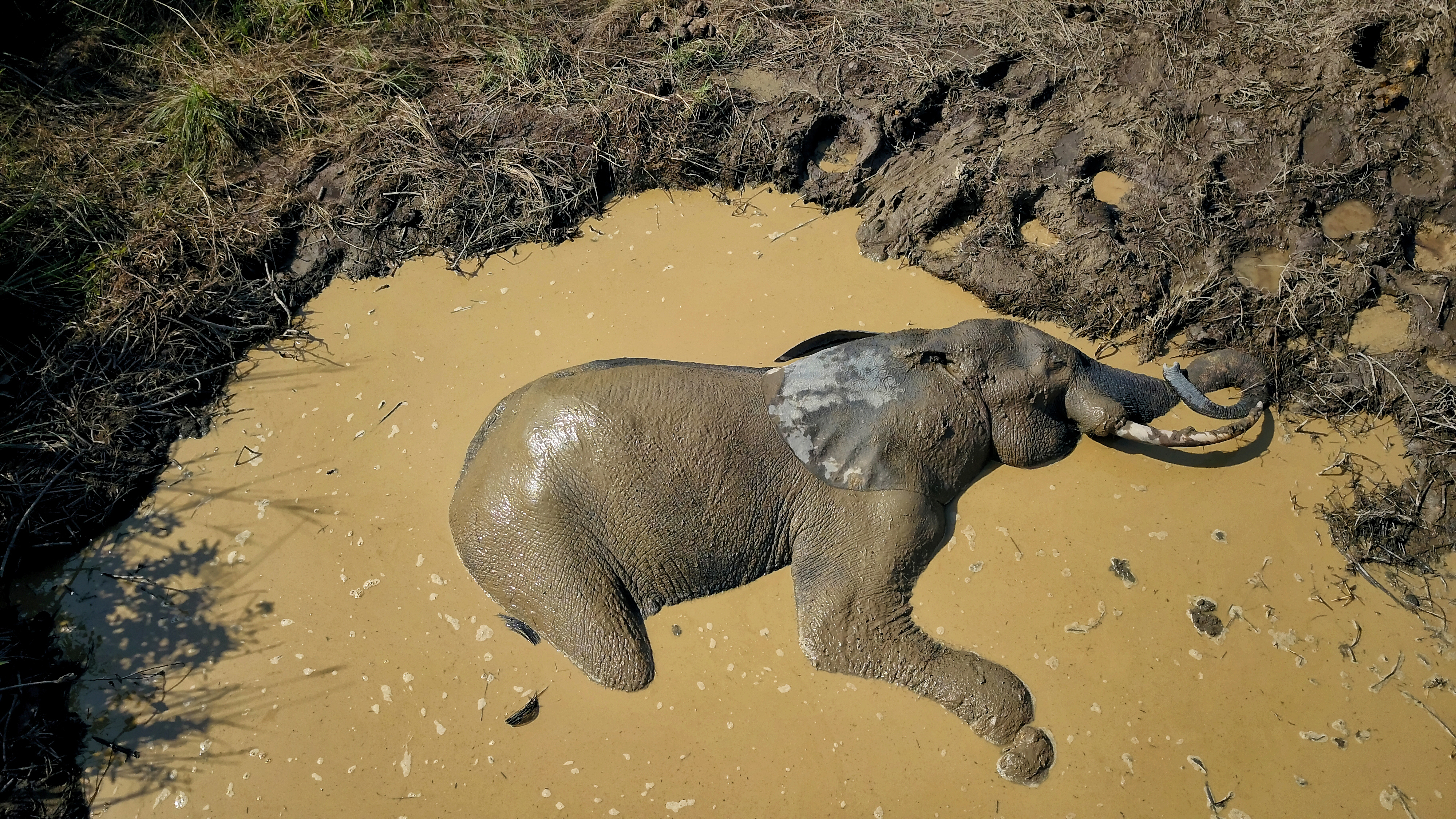
Éléphant endormi dans une mare de boue.

Les environs de Nyonié sont peuplés de buffles, d'éléphants, d'antilopes, de potamochères et de nombreux oiseaux.
Une étude sur les mantes (Mantodea) du Gabon publiée en 2018 fait état de la présence de plusieurs espèces à Nyonié, telles que Alalomantis muta,Cataspilota calabarica, Caudatoscelis caudata, Deromantis limbalicollis, Epitenodera nimbana, Galepsus oxycephalus, Junodia lameyi, Macrodanuria elongata, Miomantis preussi, Panurgica feae, Prohierodula picta, Prohierodula viridimarginata ou Stenopyga ziela.
La faune de Nyonié a retenu l'attention des médias et du grand public après la diffusion de plusieurs vidéos insolites. De 2009 à avril 2012, deux photographes utilisent d'abord la technique du piège photographique pour faire des prises de vues rapprochées des animaux sauvages présents à Nyonié. En 2015 Xavier Hubert-Brierre pratique aussi une sorte de test du miroir : il installe dans la jungle des miroirs de 120 cm de hauteur sur 180 cm de largeur pour observer les réactions des différentes espèces devant leur propre image, à l'aide de caméras vidéo déclenchées par des capteurs.

## Tourisme
Un campement touristique y a été installé au début des années 1990.
https://www.facebook.com/sitetouristiquedenyonie